# 塞内加尔争取工作、道德和博爱非洲爱国者党
塞内加尔争取工作、道德和博爱非洲爱国者党（缩写为PASTEF）是塞内加尔的一个左翼政党。该党成立于2014年1月。该党的意识形态是左翼民粹主义、泛非主义。该党的领袖是奥斯曼·松科，秘书长是巴西鲁·迪奥马耶·法耶（2024年4月2日起，任塞内加尔总统）。该党的总部位于达喀尔。2021年—2024年，该党是“解放人民”联盟的成员。2023年7月31日—2024年3月27日，该党一度被禁止活动。